# Johann Peter Cajus zu Stolberg-Stolberg
Johann Peter Cajus zu Stolberg-Stolberg, noto come Cajus zu Stolberg (Eutin, 27 luglio 1797 – Brauna, 7 aprile 1874), è stato un nobile e politico tedesco.

## Biografia
Cajus proveniva dalla famiglia dei conti di Stolberg-Stolberg ed era figlio del noto poeta Friedrich Leopold zu Stolberg-Stolberg. 
Come suo figlio Alfred poi, fu membro del Reichstag dove venne eletto nel gennaio del 1874 per la circoscrizione elettorale di Treviri nel partito del centro. Ricoprì tale posizione solo per tre mesi, morendo nell'aprile di quello stesso anno.

## Matrimonio e figli
Il 9 maggio 1829 sposò la baronessa Maria Sophie Clementina Huberta von Loë (26 maggio 1804 - 1 marzo 1871). La coppia ebbe sette figli, di cui sono noti:
- Alfred (18 novembre 1835 - 1 ottobre 1880), sposò la contessa Anna d'Arco (28 febbraio 1844 - 17 aprile 1927)
- Julie (1842–1879), Rochus von Rochow-Plessow (1828–1896), convertito al cattolicesimo, ciambellano onorario del Papa, politico, pubblicista

## Ascendenza
|                                                  |                                   |                                            | Genitori                                        |  |  | Nonni |  |  | Bisnonni                                        |  |  | Trisnonni                                      |  |
|                                                  |                                   |                                            |                                                 |  |  |       |  |  | Cristoforo Federico, conte di Stolberg-Stolberg |  |  | Cristiano Ludovico, conte di Stolberg-Stolberg |  |
|                                                  |                                   |                                            |                                                 |  |  |       |  |  | Cristoforo Federico, conte di Stolberg-Stolberg |  |  | Cristiano Ludovico, conte di Stolberg-Stolberg |  |
|                                                  |                                   | Luisa Cristina d'Assia-Darmstadt           |                                                 |  |  |       |  |  | Cristoforo Federico, conte di Stolberg-Stolberg |  |  |                                                |  |
| Cristiano Günther, conte di Stolberg-Stolberg    |                                   |                                            |                                                 |  |  |       |  |  | Cristoforo Federico, conte di Stolberg-Stolberg |  |  |                                                |  |
|                                                  |                                   | Enrichetta di Bibran-Modlau                | Sigismondo Enrico, barone di Bibran-Modlau      |  |  |       |  |  |                                                 |  |  |                                                |  |
|                                                  |                                   | Enrichetta di Bibran-Modlau                | Sigismondo Enrico, barone di Bibran-Modlau      |  |  |       |  |  |                                                 |  |  |                                                |  |
|                                                  |                                   | Enrichetta di Bibran-Modlau                | Maria Caterina di Czettritz-Neuhaus             |  |  |       |  |  |                                                 |  |  |                                                |  |
| Federico Leopoldo, conte di Stolberg-Stolberg    |                                   | Enrichetta di Bibran-Modlau                |                                                 |  |  |       |  |  |                                                 |  |  |                                                |  |
|                                                  |                                   | Carlo Federico, conte di Castell-Remlingen | Volfango Teodorico, conte di Castell-Remlingen  |  |  |       |  |  |                                                 |  |  |                                                |  |
|                                                  |                                   | Carlo Federico, conte di Castell-Remlingen | Volfango Teodorico, conte di Castell-Remlingen  |  |  |       |  |  |                                                 |  |  |                                                |  |
|                                                  |                                   | Carlo Federico, conte di Castell-Remlingen | Elisabetta Dorotea di Limpurg-Obersontheim      |  |  |       |  |  |                                                 |  |  |                                                |  |
| Cristiana di Castell-Remlingen                   |                                   | Carlo Federico, conte di Castell-Remlingen |                                                 |  |  |       |  |  |                                                 |  |  |                                                |  |
|                                                  |                                   | Federica Eleonora di Castell-Rüdenhausen   | Giovanni Federico, conte di Castell-Rüdenhausen |  |  |       |  |  |                                                 |  |  |                                                |  |
|                                                  |                                   | Federica Eleonora di Castell-Rüdenhausen   | Giovanni Federico, conte di Castell-Rüdenhausen |  |  |       |  |  |                                                 |  |  |                                                |  |
|                                                  |                                   | Federica Eleonora di Castell-Rüdenhausen   | Caterina Edvige di Rantzau-Breitenburg          |  |  |       |  |  |                                                 |  |  |                                                |  |
| Giovanni Pietro Caio, conte di Stolberg-Stolberg |                                   | Federica Eleonora di Castell-Rüdenhausen   |                                                 |  |  |       |  |  |                                                 |  |  |                                                |  |
|                                                  | Erasmo Guglielmo, conte di Redern | Sigismondo Guglielmo, conte di Redern      |                                                 |  |  |       |  |  |                                                 |  |  |                                                |  |
|                                                  | Erasmo Guglielmo, conte di Redern | Sigismondo Guglielmo, conte di Redern      |                                                 |  |  |       |  |  |                                                 |  |  |                                                |  |
|                                                  | Erasmo Guglielmo, conte di Redern | Elisabetta Diring di Diringshofen          |                                                 |  |  |       |  |  |                                                 |  |  |                                                |  |
| Sigismondo Ehrenreich, conte di Redern           | Erasmo Guglielmo, conte di Redern |                                            |                                                 |  |  |       |  |  |                                                 |  |  |                                                |  |
|                                                  |                                   | Caterina Elisabetta di Bredow              | Asmus Ehrenreich di Bredow                      |  |  |       |  |  |                                                 |  |  |                                                |  |
|                                                  |                                   | Caterina Elisabetta di Bredow              | Asmus Ehrenreich di Bredow                      |  |  |       |  |  |                                                 |  |  |                                                |  |
|                                                  |                                   | Caterina Elisabetta di Bredow              | Maria Caterina di Briest                        |  |  |       |  |  |                                                 |  |  |                                                |  |
| Sofia di Redern                                  |                                   | Caterina Elisabetta di Bredow              |                                                 |  |  |       |  |  |                                                 |  |  |                                                |  |
|                                                  |                                   | Giacomo di Horguelin                       | Geremia di Horguelin                            |  |  |       |  |  |                                                 |  |  |                                                |  |
|                                                  |                                   | Giacomo di Horguelin                       | Geremia di Horguelin                            |  |  |       |  |  |                                                 |  |  |                                                |  |
|                                                  |                                   | Giacomo di Horguelin                       | Maria Cadet di Morambert                        |  |  |       |  |  |                                                 |  |  |                                                |  |
| Maria Giovanna di Horguelin                      |                                   | Giacomo di Horguelin                       |                                                 |  |  |       |  |  |                                                 |  |  |                                                |  |
|                                                  |                                   | Luisa Giovanna Crommelin                   | Giovanni Crommelin                              |  |  |       |  |  |                                                 |  |  |                                                |  |
|                                                  |                                   | Luisa Giovanna Crommelin                   | Giovanni Crommelin                              |  |  |       |  |  |                                                 |  |  |                                                |  |
|                                                  |                                   | Luisa Giovanna Crommelin                   | Maria Esther Foissin                            |  |  |       |  |  |                                                 |  |  |                                                |  |
|                                                  |                                   | Luisa Giovanna Crommelin                   |                                                 |  |  |       |  |  |                                                 |  |  |                                                |  |